# 特里克拉特
特里克拉特是烏克蘭的村落，位於該國南部尼古拉耶夫州，由沃茲涅先斯克區負責管轄，始建於1800年，面積1.76平方公里，海拔高度56米，2001年人口2,009，人口密度每平方公里1,144.1人。